# Condado de Covington (Alabama)
O Condado de Covington é um dos 67 condados do estado norte-americano do Alabama. De acordo com o censo de 2022, sua população de 37.602 habitantes. A sede de condado e sua maior cidade é Andalusia. O condado foi fundado em 1821 e recebeu o seu nome em homenagem a Leonard Covington (1768-1813), que foi general-de-brigada do Exército dos Estados Unidos e membro da Câmara dos Representantes dos Estados Unidos.

## História
O condado foi estabelecido em 17 de dezembro de 1821. A legislatura estadual mudou o seu nome para condado de Jones em 6 de Agosto de 1868, restaurando o nome original em 10 de outubro do mesmo ano.
O condado é conhecido pelos desastres acontecido em setembro de 1979, causado pelo Furacão Frederic, depois em outubro de 1995 o Furacão Opal devastou o condado, e a partir destas datas o condado ficou conhecido como área de risco.

## Geografia
De acordo com o censo, sua área total é de 2.704 km², destes sendo 2.667 km² de terra e 37 km² de água. O condado está localizado na região da Planície Costeira do Golfo e é drenado pelos rios Yellow e Conecuh.

### Condados adjacentes
- Condado de Butler, norte
- Condado de Crenshaw, norte
- Condado de Coffee, leste
- Condado de Geneva, leste
- Condado de Walton (Flórida), sudeste
- Condado de Okaloosa (Flórida), sudoeste
- Condado de Escambia, oeste
- Condado de Conecuh, oeste

### Área de proteção nacional
- Floresta Nacional de Conecuh (parte)

## Transportes

### Principais rodovias
- U.S. Highway 29
- U.S. Highway 84
- U.S. Highway 331
- State Route 52
- State Route 54
- State Route 55
- State Route 100
- State Route 134
- State Route 137

## Demografia
De acordo com o censo de 2022:
- População total: 37.602
- Densidade: 14 hab/km²
- Residências: 18.737
- Famílias: 14.296
- Composição da população:
  - Brancos: 84,1%
  - Negros: 12,7%
  - Nativos americanos e do Alaska: 0,8%
  - Asiáticos: 0,5%
  - Duas ou mais raças: 1,8%
  - Hispânicos ou latinos: 2,1%

## Comunidades

### Cidades
- Andalusia (sede)
- Opp

### Vilas
- Babbie
- Carolina
- Florala
- Gantt
- Heath
- Horn Hill
- Libertyville
- Lockhart
- Onycha
- Red Level
- River Falls
- Sanford

### Comunidades não-incorporadas
- Antioch
- Beck
- Beda
- Brooks
- Chapel Hill
- Estothel
- Fairfield
- Falco
- Green Bay
- Huckaville
- Loango
- McRae
- Opine
- Rome
- Rose Hill
- South
- Straughn
- Wiggins
- Wing